# Inugami

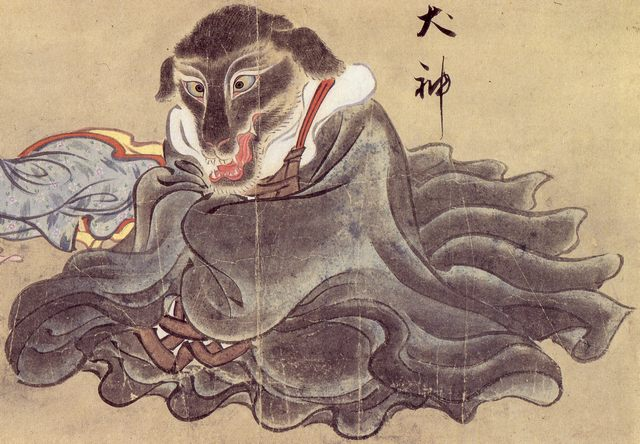
Il·lustració d'un Inugami.

Els inugami (犬神) són unes criatures de la mitologia japonesa, són una barreja entre homes i gossos que actuen com a guardians dels seus amos.
Arrelats fins als darrers anys a l'est de la prefectura d'Ōita, la prefectura de Shimane i una part de la prefectura de Kōchi al nord de Shikoku, espai en el qual no es podien trobar guineus (kitsune), són el fonament principal de l'inugami. A més, hi ha rastres de creença en l'inugami a la prefectura de Yamaguchi, a Kyushu, fins i tot arribant a les illes Satsunan fins a la prefectura d'Okinawa. A la prefectura de Miyazaki, el districte de Kuma, la prefectura de Kumamoto i Yakushima, el dialecte local el pronuncia "ingami" i a Tanegashima, s'anomenen "irigami" També es pot escriure en kanji. com a 狗神.
Antigament es deia que per crear un inugami haver que enterrar un gos fins al coll i posar-li menjar però de tal manera que no la pogués arribar-hi, Durant aquest procés, l'amo del gos li deia que aquest patiment no era més que el seu propi. Quan el gos moria, es transformava en un inugami i se li deixava el menjar com a ofrena, cosa que feia que l'esperit li donés obediència.
Es diu que els inugami-mochi (amos dels inugamis) són beneïts amb bona sort i èxit a la vida, però a canvi els costava molt d'esforç trobar parella.